# Acidophile
 (avril 2019).
 (mars 2013).
Le qualificatif acidophile (ne pas confondre avec acidiphile, voir ci-dessous) s'applique à des organismes ne pouvant survivre et se multiplier que dans des environnements acides (pH faible) ou très acides. Plusieurs d'entre eux se dégradent dans un pH supérieur à 4. Ce sont des organismes extrémophiles-vrais. On englobe parfois improprement sous le vocable acidophile des organismes supportant une acidité élevée mais pouvant également vivre dans un milieu moins acide, neutre ou basique.
Le qualificatif acidiphile (avec un « i ») s'applique à un constituant cellulaire qui a une affinité pour les colorants acides[réf. nécessaire].
Le qualificatif acidicline s'applique à une espèce ayant une légère préférence pour les sols acides.

## Organismes acidophiles
Quelques eucaryotes unicellulaires peuvent vivre à des pH inférieur à 1. C'est le cas de certains champignons comme Acontium cylatium, Cephalosporium sp. et Trichosporon cerebriae. L'algue rouge Cyanidium caldarium vit à un pH inférieur à 1.
Des espèces d'Archaea sont les acidophiles les plus extrêmes. Les Sulfolobus ont un pH optimal proche de 2. Des espèces des genres Thermoplasma ou Picrophilus survivent dans des eaux dont le pH est proche de zéro. Picrophilus oshimae et Picrophilus torridus ont été isolés dans une solfatare caractérisée par un pH extrêmement acide. Le pH environnemental optimal de ces bactéries est de 0,7. Ferroplasma acidarmanus peut croître à un pH zéro. Des cyanobactéries, dites « algues bleues », peuvent coloniser des milieux hyperacides (pH de 0) comme les lacs acides des volcans.
La plupart des micro-organismes acidophiles vivent dans des environnements contenant du soufre ou ses composés comme des environnements géothermiques, des sources chaudes contenant du soufre. On en trouve aussi dans le vinaigre, le jus de citron ou les fluides gastriques.
- Les poissons ne survivent pas à des pH inférieurs à 5
- Les plantes supérieures et les insectes ne supportent pas de pH inférieurs à 2-3.78. Les sphaignes entretiennent l'acidité de leur milieu en y pompant les ions alcalins.
  - Arnica des montagnes
  - Avoine
  - Châtaignier
  - Chêne
    - Chêne-liège

  - Digitale pourpre
  - Certaines espèces de la famille des Ericaceae comme les myrtilles
  - La plupart des espèces du genre Erica (bruyères)
  - Gentiane acaule

## Mécanismes adaptatifs
Les organismes acidophiles sont capables de maintenir un pH intérieur moins acide que celui du milieu extérieur. Le pH interne des micro-organismes acidophiles a été mesuré entre 5 et 7 (contre 6 à 8 pour les organismes normaux). Le pH du cytoplasme est régulé grâce à des « pompes transmembranaires ».
On peut également rajouter que certains spécimens arrivent à survivre en milieux complètement tourbeux.